# Edmund Howard
Lord Edmund Howard (circa 1478 - 19 maart 1539) was een Engelse edelman.

## Levensloop
Edmund Howard was de derde zoon van Thomas Howard, hertog van Norfolk, uit diens eerste huwelijk met Elizabeth Tilney, dochter van Sir Frederick Tilney.
Hij bracht zijn jeugd door aan het koninklijk hof en werd in 1509 vermeld als een van de edelen die steekspellen organiseerden ter gelegenheid van de kroning van koning Hendrik VIII en diens eerste echtgenote Catharina van Aragon. Hoewel zijn oudere broer Thomas Howard tijdens het bewind van Hendrik VIII een invloedrijk figuur aan het hof werd en zijn broer Edward Howard nauw bevriend was met de koning, scheen Edmund niet in de voorkeur van de koning te hebben gestaan. Volgens biografen was hij een spilzuchtig man die al snel de landerijen van zijn eerste echtgenote ruïneerde en hij vluchtte naar het buitenland om aan zijn schuldeisers te ontsnappen, waarbij hij de opvoeding van zijn kinderen overliet aan familieleden.
Op 9 september 1513 vocht Edmund als Marshal of the Horse in de Slag bij Flodden Field tegen de Schotse troepen en in 1520 begeleidde hij de koning naar het Goudlakenkamp, waar hij deelnam aan verschillende riddertoernooien. In 1530 of 1531 werd hij samen met Thomas Cromwell tot opzichter van Calais benoemd, tot hij in 1539 van deze functie werd ontheven, mogelijk wegens een slechte gezondheid. In deze functie was hij ineffectief gebleken; hij had weinig bereikt en nog minder verdiend.
Edmund Howard overleed in maart 1539, een jaar voor zijn dochter Catharina als vijfde echtgenote van koning Hendrik VIII koningin van Engeland werd. Zijn weduwe Margaret werd een van de hofdames van haar stiefdochter en hertrouwde later met Henry Manock.

## Huwelijken en nakomelingen
Edmund Howard huwde eerst met Joyce Culpeper (1480-1531), weduwe van Ralph Leigh, heer van Stockwell, en dochter van Richard Culpeper, heer van Oxon Hoath. Ze kregen zes kinderen:
- Henry, schildknaap
- Charles, hoveling van Hendrik VIII
- Margaret (1515-1572), huwde in 1530 met Thomas Arundell, heer van Wardour
- Catharina (1520-1542), huwde in 1540 met koning Hendrik VIII van Engeland
- George (1525-1575), hoveling van Hendrik VIII, Eduard VI, Maria I en Elisabeth I
- Mary, huwde met Sir Edmund Trafford

Zijn tweede echtgenote was Dorothy Troyes, dochter van Thomas Troyes, heer van Hampshire, en weduwe van Sir William Uvedale. Dit huwelijk bleef kinderloos. Ten laatste op 12 juni 1537 huwde hij dan met zijn derde echtgenote Margaret Mundy (overleden in 1565), dochter van John Mundy, burgemeester van Londen, en weduwe van Nicholas Jennings. Ook dit huwelijk bracht geen nageslacht voort.